# معهد الآداب العربية بتونس
معهد الآداب العربية بتونس والمعروف اختصارا إيبلا. هو مؤسسة بحثية أسست الآباء البيض بتونس في 18 نوفمبر 1926.

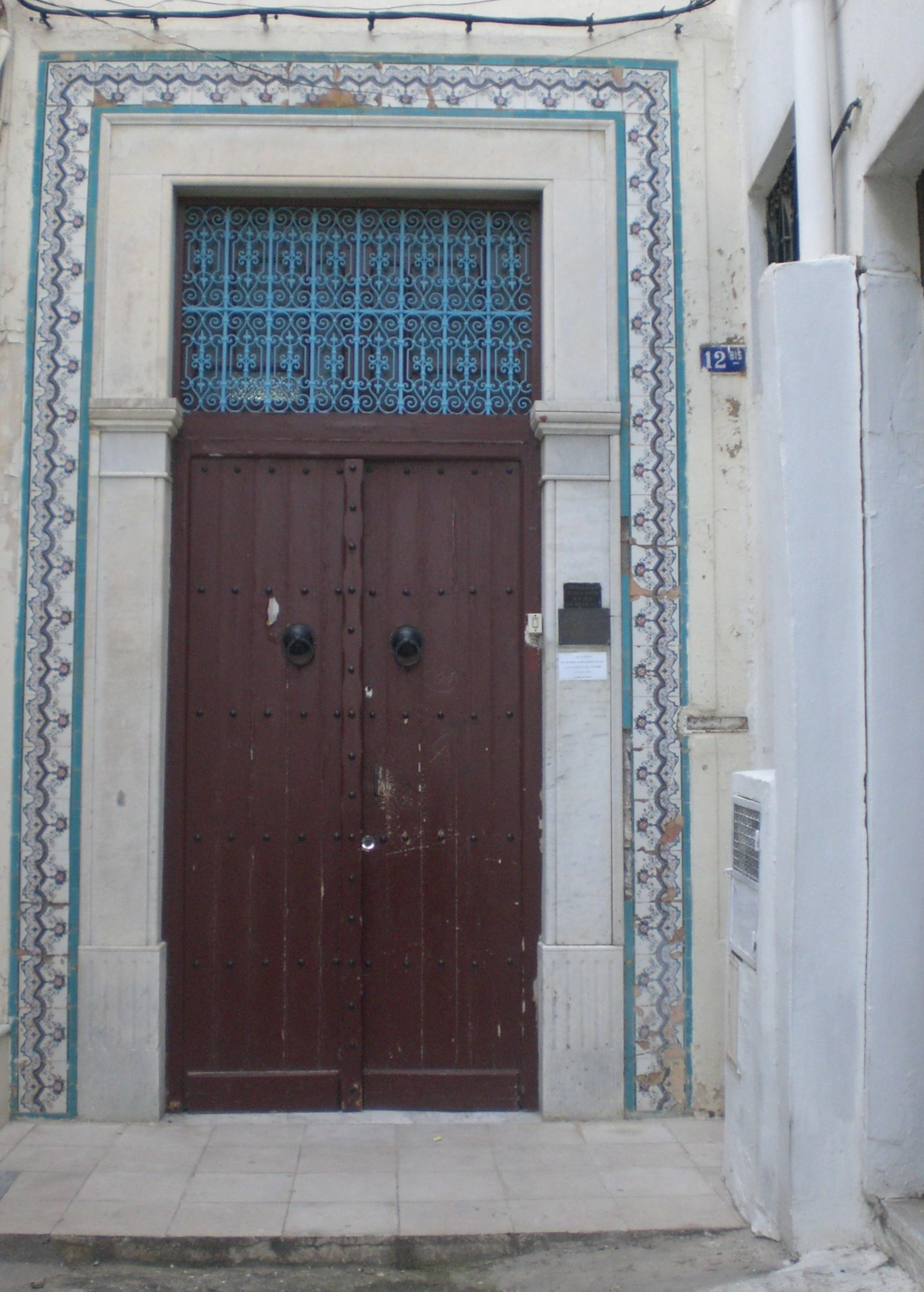
مدخل معهد إيبلا

## تاريخه
بعد أن فشل الآباء البيض في تأسيس معهد لهم بغرداية توجهوا نحو تونس، حيث بعثوا هذا المعهد، وكان مقره في البداية في ضاحية المرسى تحت عنوان دار الدراسات، وبدأت الدروس فيه يوم 25 نوفمبر 1926. ثم انتقل إلى تونس العاصمة ليحمل اسمه الحالي منذ 30 مارس 1931. وانتقل أخيرا إلى موقعه الحالي منذ 15 فيفري 1932 بنهج جامع الهواء قرب ساحة معقل الزعيم.

## أهدافه ونشاطه
يهدف المعهد إلى التعرف على الثقافة التونسية في مختلف مظاهرها، وقد تجسم ذلك من خلال إصداراته ومن بينها خاصة مجلة إيبلا التي تصدر منذ عام 1937، والتي يكتب فيها تونسيون وغيرهم بالعربية والفرنسية.

## مكتبته
يضم المعهد مكتبة هامة تأسست عام 1949 ويبلغ رصيدها 34 ألف كتاب نصفها باللغة العربية بالإضافة إلى مئات الدوريات. وهي بالأساس مكتبة بحثية بعد أن كانت في بدايتها مفتوحة للتلاميذ.

## علاقاته
تأسس المعهد في عهد الحماية وبعد سنة من انتصاب تمثال الكاردينال لافيجري في مدخل العاصمة التونسية والذي لقي احتجاجات واسعة. إلا أن المعهد كان يبدو أحيانا مستقلا عن سياسة نظام الحماية من حيث ميله إلى سياسة التعاون التونسي الفرنسي. أما بعد الاستقلال فهو يتمتع باستقلالية كبيرة.
أما مع السلطات الدينية المسيحية فقد لقي المعهد تشجيعا من الفاتيكان.

## صورتان

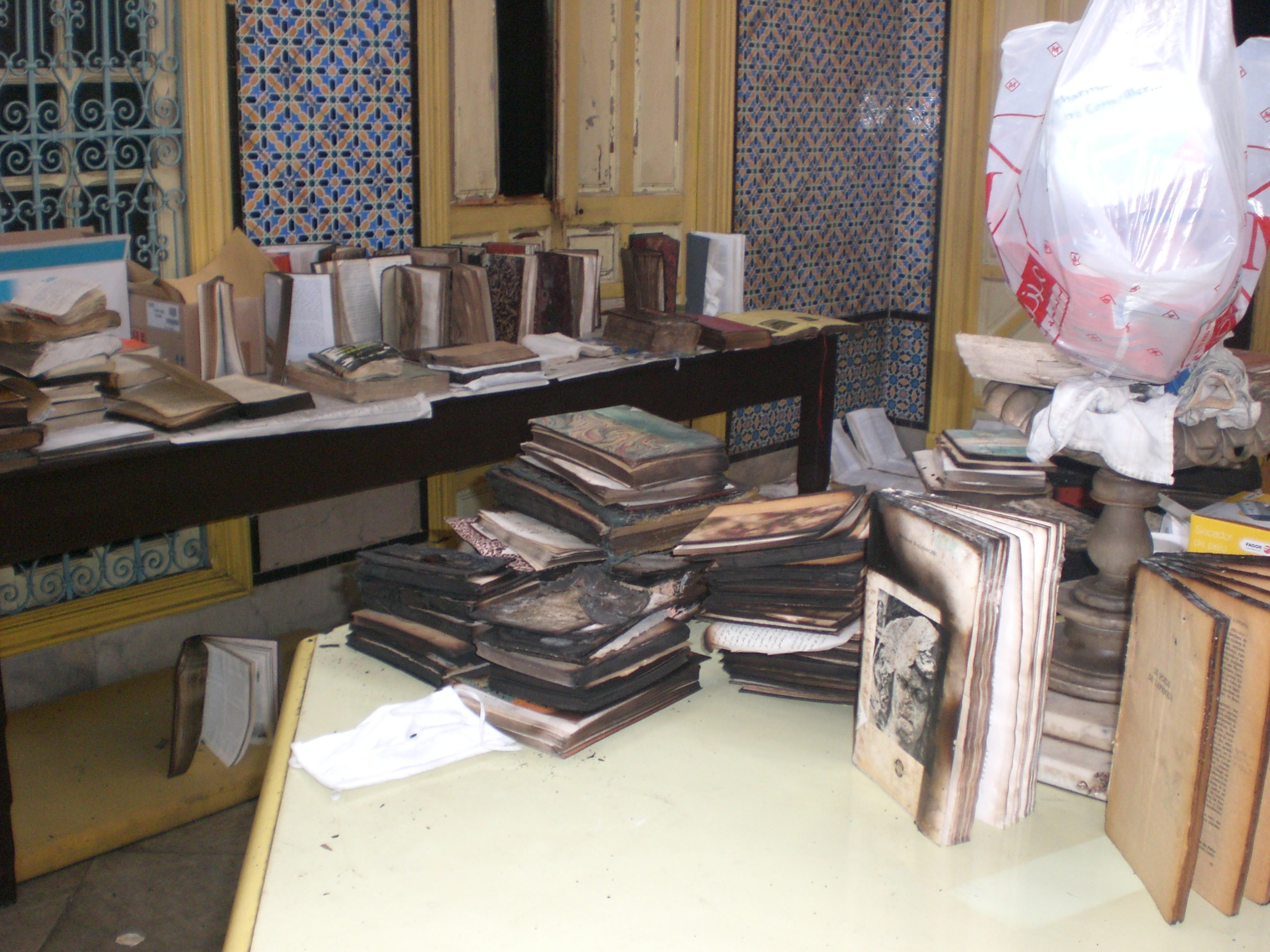
من الكتب التي تعرضت للنار أثناء الحريق

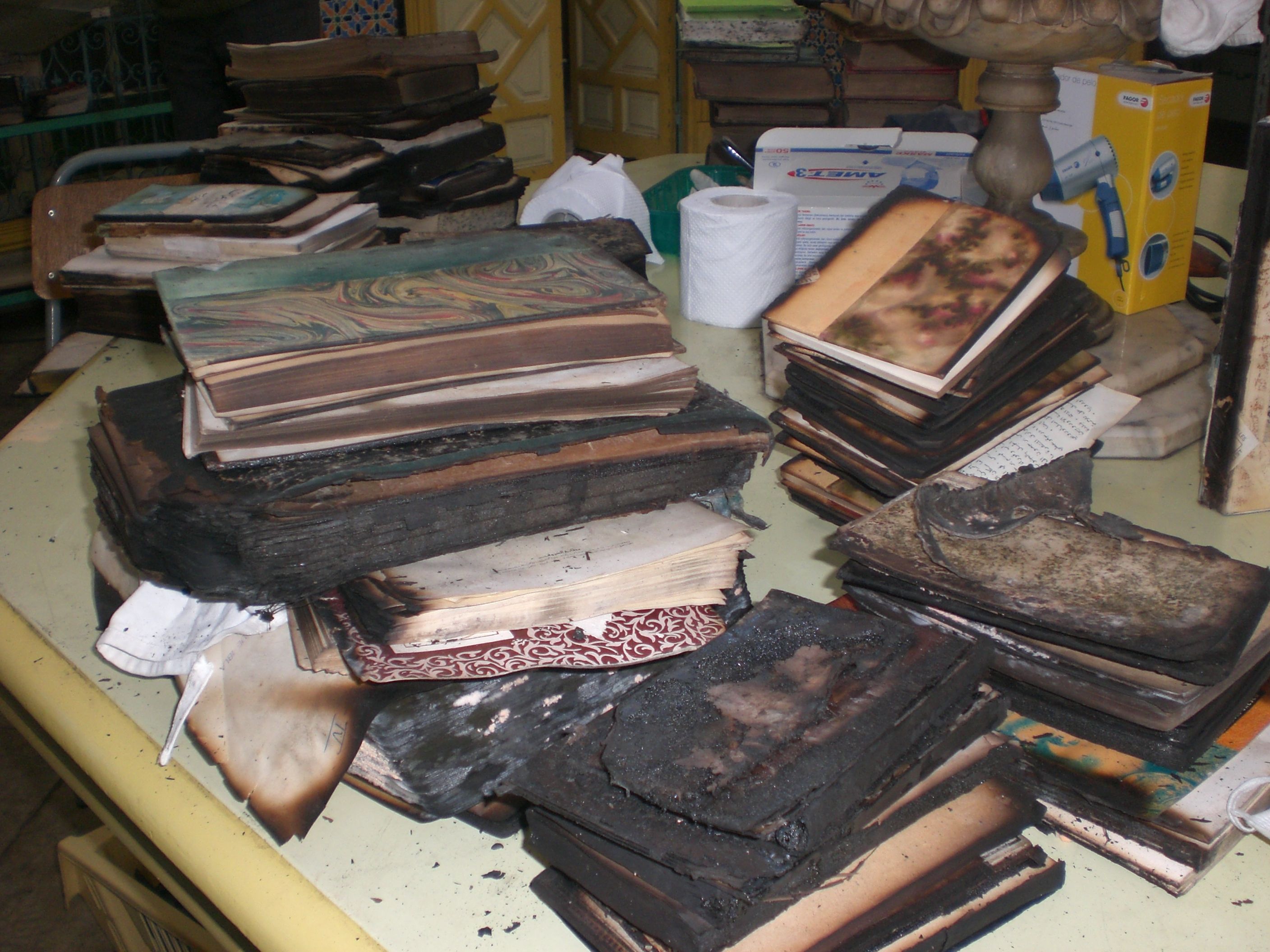
كتب تضررت من حريق 2010

## الحريق
شب في مكتبة إيبلا حريق يوم 5 جانفي 2009 أدى إلى موت أحد العاملين بها وهو الأب الإيطالي جان باتيستا مافي (Gian-Battista Maffi). وحسب تقارير صحفية، فقد أتى الحريق والمياه التي استعملت للإطفاء على حوالي ستين بالمائة من رصيد هذه المكتبة .

## وصلة خارجية
موقع معهد الآداب العربية بتونس

## مقالات ذات علاقة
- مجلة إيبلا